# Derżkordon
Derżkordon (ukr. Держкордон) – przystanek kolejowy w miejscowości Szechynie, w rejonie jaworowskim, w obwodzie lwowskim, na Ukrainie, w pobliżu granicy z Polską.